# 1949-es magyar tekebajnokság
Az 1949-es magyar tekebajnokság a tizenegyedik magyar bajnokság volt. A férfiak bajnokságát augusztus 20. és 21. között rendezték meg Budapesten, a Gázművek Krisztina körúti pályáján, a nőkét augusztus 14-én Budapesten, a BK KaSE Márga utcai pályáján.

## Eredmények
| Versenyszám  | Arany                                    | Arany | Ezüst                 | Ezüst | Bronz                                      | Bronz |
| ------------ | ---------------------------------------- | ----- | --------------------- | ----- | ------------------------------------------ | ----- |
| Férfi egyéni | Bangó Nándor Első Kecskeméti Konzervgyár | 1611  | Nováki Ernő Hubert SC | 1600  | Keresztes Lajos Szombathelyi Bőrgyár       | 1596  |
| Női egyéni   | Habran Júlia Első Kecskeméti Konzervgyár | 404   | Huzián Anna Előre SE  | 402   | Pulai Erzsébet Első Kecskeméti Konzervgyár | 391   |